# Parlement du Pakistan
Pour les autres articles nationaux ou selon les autres juridictions, voir Conseil consultatif.
Assemblée constituante
Bâtiment du Parlement
Le Parlement du Pakistan (en ourdou : مجلس شوریٰ پاکستان romanisé : Majlis-e-Shoora ; en anglais : Council of Advisors, littéralement Conseil consultatif) est une institution bicamérale exerçant le pouvoir législatif fédéral de la république islamique du Pakistan situé à Islamabad au bâtiment du Parlement. Selon la Constitution du Pakistan, il est composé du président de la République et de deux chambres, l'Assemblée nationale et le Sénat.

## Historique
Après l'indépendance du Pakistan en 1947, et jusqu'en 1986, le Parlement pakistanais a siégé dans plusieurs villes, notamment Karachi et Rawalpindi. 
En 1972 le Parlement fut déménagé à Islamabad, qui deviendra la capitale politique du Pakistan. Durant cette même année, le parlement devient bicaméral à la suite d'une réforme constitutionnelle. Le 28 mai 1986, les nouveaux bâtiments du parlement sont inaugurés.

## Les deux chambres

### Assemblée nationale
L'Assemblée nationale est la chambre basse du parlement. Elle est composée de 342 membres, dont 272 élus directement, 60 réservés à des femmes, et 10 réservés à des minorités. L'Assemblée peut être dissoute par le président de la République, sur le conseil du Premier ministre.

### Sénat
Le Sénat est la chambre haute du Parlement. Elle est constituée de 104 membres, dont 92 sont élus par les quatre assemblées provinciales à parts égales. Les autres sont élus par l'Assemblée nationale pour représenter les autres territoires du pays. En 2008, 18 d'entre eux étaient des femmes. Le Sénat ne peut pas être dissous.

## Composition

### Assemblée nationale
La composition de l'assemblée ci-dessous est issue des élections législatives du 25 juillet 2018.

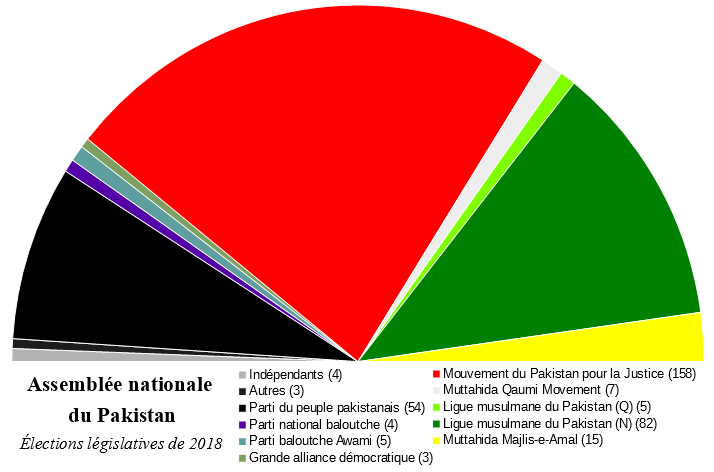
Composition de l'Assemblée nationale après les élections de 2018.

| Parti                                 | Sièges |
| ------------------------------------- | ------ |
| Mouvement du Pakistan pour la justice | 158    |
| Ligue musulmane du Pakistan (N)       | 82     |
| Parti du peuple pakistanais           | 54     |
| Muttahida Majlis-e-Amal               | 15     |
| Mouvement Muttahida Qaumi             | 7      |
| Ligue musulmane du Pakistan (Q)       | 5      |
| Parti baloutche Awami                 | 5      |
| Parti national baloutche              | 4      |
| Grande alliance démocratique          | 3      |
| Parti national Awami                  | 1      |
| Ligue musulmane Awami                 | 1      |
| Jamhoori Wattan                       | 1      |
| Indépendants                          | 4      |
| Vacants                               | 2      |
| Total                                 | 342    |

### Sénat

Législature 2018-2021

Les membres du Sénat sont renouvelés par moitié tous les trois ans, la composition ci-dessous date des deux élections de mars 2015 et mars 2018.
| Parti                                 | Sièges |
| ------------------------------------- | ------ |
| Ligue musulmane du Pakistan (N)       | 33     |
| Parti du peuple pakistanais           | 20     |
| Mouvement du Pakistan pour la justice | 12     |
| Mouvement Muttahida Qaumi             | 5      |
| Parti national                        | 5      |
| Jamiat Ulema-e-Islam (F)              | 4      |
| Pashtunkhwa Milli Awami               | 3      |
| Jamaat-e-Islami                       | 2      |
| Parti national baloutche              | 1      |
| Ligue musulmane du Pakistan (F)       | 1      |
| Parti national Awami                  | 1      |
| Indépendants                          | 17     |
| Total                                 | 104    |